# 友教書院
友教书院，又名澹台祠书院、友教堂，位于江西南昌永和门附近。南宋初年始建于澹台灭明墓前，绍兴年间改称友教书院，取意于子羽南来友教于豫章（南昌），祀澹台子羽。明万历年间巡抚王佐移于棉花街，改称澹台祠书院。清顺治十一年（1654年），巡抚蔡士英重修，与白鹿洞、白鹭洲、鹅湖并称为江西四大书院（又一说为白鹿洞、白鹭洲、鹅湖、豫章书院）。1896年，清朝末年开始增设算学科，是近代中国最早改良的书院之一。19世纪末，与豫章书院、东湖书院、经训书院合并组成省会书院，后又改为江西大学堂。